# منطقة توهوكو

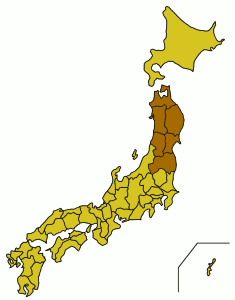
منطقة توهوكو

منطقة توهوكو (باليابانية: 東北地方 توهوكو تشيهو) هي إحدى المناطق الجغرافية في اليابان. تعني كلمة «توهوكو» الشمال الشرقي، حيث أن تلك المنطقة تحتل الشمال الشرقي من جزيرة هونشو أكبر جزر اليابان. يبلغ تعداد سكان المنطقة 9,326,926 نسمة في 1 يناير 2011، بكثافة 139.4 نسمة / كم2. تضم المنطقة ست محافظات هي: محافظة أكيتا، محافظة أوموري، محافظة فوكوشيما، محافظة إيواته، محافظة مياغي، ومحافظة ياماغاتا، وتعتبر مدينة سنداي أكبر مدن المنطقة.